# Berzosilla
Berzosilla és un municipi de la província de Palència a la comunitat autònoma de Castella i Lleó (Espanya). Comprèn els pobles de Báscones de Ebro, Cuillas del Valle i Olleros de Paredes Rubias.

## Demografia
| 1991 | 1996 | 2001 | 2004 |
| ---- | ---- | ---- | ---- |
| 90   | 77   | 68   | 63   |